# Ariadne Díaz
Ariadne Díaz (Guadalajara, Jalisco, Mexikó, 1986. augusztus 16. –) mexikói színésznő, egykori modell.

## Élete és pályafutása
1986. augusztus 16-án született Jaliscóban. Kijárta a Centro de Educación Artística (CEA) iskolát, majd a Muchachitas como tú című sorozatban debütált 2007-ben, ahol Leticia Hernández Fernadezt játszotta, illetve még ebben az évben szerepet kapott a nagysikerű RBD együttes RBD: La Familia című sorozatában, mint mellékszereplő. Magyarországon elsősorban a Pokolba a szépfiúkkal (Al diablo con los guapos) című telenovellából ismerhetjük, ahol Florencia Echevarria de Belmontéval kipróbálhatta magát gonoszként is.
A Mañana es para siempre (2008–2009) című sorozatban Aurora Artemisa Bravo de Elizalde szerepét játszotta. 2010-ben a Llena de amor című szappanoperában játszott Valentino Lanusszal, akit a magyar közönség a Candyből és a Liliomlányból ismerhet. A sorozat az Édes dundi Valentina adaptációja és 205 részes. A venezuelai Un esposo para Estela remake-je lesz a 2012-es La mujer del Vendaval című telenovella.
2016-ban megszületett kisfia, Diego.

## Filmográfia

### Telenovellák
- La doble vida de Estela Carrillo (2017) - Estela Carrillo / Laura Oviedo
- La malquerida (2014) - Acacia Rivas Maldonado Benavente
- A szenvedély száz színe (El Color de la Pasión) (2014) - Adriana Murillo de Gaxiola
- La mujer del vendaval (2012-2013) - Marcela Morales Aldama
- Llena de amor (2010) - Marianela Ruíz y de Teresa Pavón / Victoria de la Garza Montiel
- Mindörökké szerelem (Mañana Es Para Siempre) (2008–2009) - Aurora Artemisa Bravo Sánchez de Elizalde
- Pokolba a szépfiúkkal! (Al diablo con los guapos) (2008) - Florencia Echevarría de Belmonte
- Muchachitas como tú (2007) - Leticia Hernández Fernádez

### Színház
- Perfume de Gardenia (2013) - Yolanda

## Díjak és jelölések
TVyNovelas-díj
| Év   | Kategória               | Telenovella         | Eredmény |
| ---- | ----------------------- | ------------------- | -------- |
| 2008 | Legjobb női felfedezett | Muchachitas como tú | Jelölés  |

Közönség kedvence
| Év   | Kategória   | Telenovella           | Eredmény |
| ---- | ----------- | --------------------- | -------- |
| 2014 | Legszebb nő | La Mujer del Vendaval | Nyertes  |

People en Español-díj
| Év   | Kategória                | Telenovella         | Eredmény |
| ---- | ------------------------ | ------------------- | -------- |
| 2009 | Legjobb fiatal színésznő | Mindörökké szerelem | Jelölés  |